# شمال بحر الغزال
شمال بحر الغزال إحدى الأقسام الأربع التي يتألف منها إقليم بحر الغزال في تشاد. وعاصمتها سالل.